# Canon EOS 750D
700D 77D
800D
Les Canon EOS 750D, appelé Canon EOS Rebel T6i en Amérique du Nord et Canon EOS 760D, appelé Canon EOS Rebel T6s en Amérique du Nord, sont des appareils photographiques reflex numériques de 24,2 mégapixels fabriqués par Canon et annoncés en février 2015. Le 760D se distingue par une ergonomie empruntée aux modèles de la gamme supérieure : écran LCD sur la face supérieure, seconde molette de contrôle sur la face arrière et sélecteur de modes sur la gauche,.

## Caractéristiques
- Capteur CMOS APS-C (22,3 mm × 14,9 mm)
- Processeur d'images : DIGIC 6
- Définition : 24,2 millions de pixels
- Ratio image : 3:2 ; 16:9 ; 4:3 ; 1:1
- Objectifs EF et EF-S
- Viseur : pentamiroir avec couverture d'image d'environ 95 %
- Mode Live View avec couverture 100 % et 30 images par seconde
- Autofocus : 19 collimateurs croisés
- Mesure lumière : 63 zones avec un capteur RVB + IR de 7560 pixels
- Vidéo 1080p à 30 images/s avec autofocus continu (Hybrid CMOS AF III)
- Flash intégré NG 12
- Sensibilité : Auto de 100 à 6400 ISO, extensible à 25600 ISO.
- Autonomie : Environ 440 déclenchements à 23 °C (50 % au flash) et 400 déclenchements à 0 °C (50 % au flash)